# خوان بابلو غوميز
خوان بابلو غوميز (بالإسبانية: Juan Pablo Gómez)‏ (11 مايو 1991 بمندوزا في الأرجنتين - ) هو لاعب كرة قدم أرجنتيني في مركز الوسط. شارك مع منتخب الأرجنتين تحت 20 سنة لكرة القدم. أما مع النوادي، فقد لعب مع نادي أونيفرسيداد كاتوليكا ونادي كوكيمبو أونيدو وA.C. Barnechea ‏ ويونيون لا كاليرا وأونيفرسيداد دي كونسيبسيون ‏.

## وصلات خارجية
- خوان بابلو غوميز على موقع قاعدة بيانات كرة القدم.إي يو (الإنجليزية)
- خوان بابلو غوميز على موقع Soccerway.com (الإنجليزية)
- خوان بابلو غوميز على موقع عالم كرة القدم.نت (الإنجليزية)
- خوان بابلو غوميز على موقع AS.com (الإسبانية)